# Isla Bartolomé (ö i Chile)
Isla Bartolomé är en ö i Chile.   Den ligger i regionen Región de Magallanes y de la Antártica Chilena, i den södra delen av landet, 2 600 km söder om huvudstaden Santiago de Chile. Arean är 0,93 kvadratkilometer.